# Signaalkleur

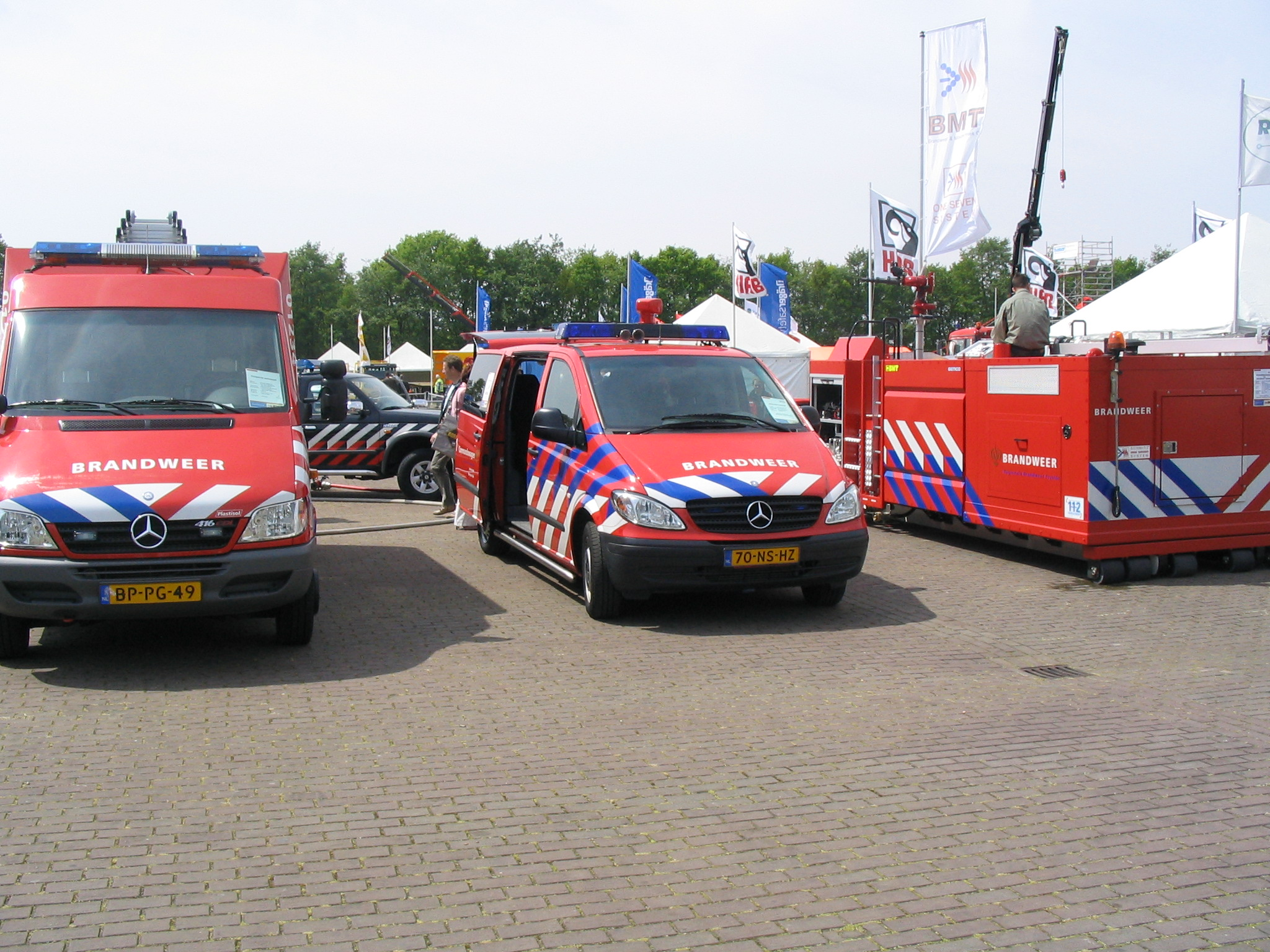
Wagens van de brandweer met zowel een felrood uiterlijk als zwaailichten

Een signaalkleur is een kleur die in subjectieve zin de aandacht trekt in de perceptie van mensen.
Vooral (fel)rood en (fel)oranje worden beschouwd als signaalkleuren en worden als zodanig gebruikt om te waarschuwen of om de aandacht te trekken, maar ook heldere of felle tinten van blauw (dus alle primaire kleuren). Signaalkleuren worden ook in kinderspeelgoed en dergelijke veel gebruikt (primaire kleuren plus groen).

## Perceptie
De perceptie van kleuren is subjectief en niet iedereen is het met elkaar eens of een bepaalde kleur daadwerkelijk signaleringswaarde heeft. Hoewel men het in meerderheid eens is dat (een bepaalde tint van) een kleur een signaalkleur is, kan een kleur voor mensen die kampen met kleurenblindheid sterk verminderde tot geen enkele signaleringswaarde hebben. De betekenis of perceptie van kleuren kan ook per cultuur verschillen. Daarnaast kunnen bepaalde manipulaties of technieken de (subjectieve) signaleringswaarde verhogen, zoals:
- (verhoogde) reflectie of reflecterende middelen, bedoeld om meer licht te laten terugkaatsen naar de waarnemer/toeschouwer.
- fluorescerende middelen, al dan niet in combinatie met fosforescerende middelen.
- Speciale lichtbronnen zoals ultraviolet- of kwiklampen.
- Contrastverhogende achtergrond- of randkleuren (naast complementaire kleuren, vooral wit en zwart)
- Gebruik van bepaalde stoffen om de helderheid te verhogen. Zo werden tot aan de jaren negentig van de vorige eeuw vaak zware metalen als cadmium, kobalt, koper en lood verwerkt in kunststoffen (bijvoorbeeld bier- en frisdrankkratten), verf en andere materialen opdat de kleur helderder en frisser werd en vooral bleef. Vanwege de gezondheidsrisico's van dergelijke stoffen worden deze nagenoeg niet meer toegestaan door wet- en regelgeving en heeft de industrie daar vervangers voor moeten zoeken. Het gebruik van deze stoffen is heden ten dage vooral beperkt tot verf die kunstschilders gebruiken.
- Bij directe lichtbronnen (indicatielampen/-leds, verkeerslichten, et cetera) kan de signaleringswaarde (of perceptie) ook worden verhoogd door het uitgestraalde licht te bundelen richting de waarnemer met lenzen en/of paraboolspiegels, of 'simpelweg' door meer licht uit te sturen. Hoewel beide technieken een hogere flux van het licht (de hoeveelheid lux) bij de waarnemer opleveren (ofwel omdat er bij de bron meer licht wordt uitgezonden, ofwel omdat er minder spreiding (verstrooiing) is doordat dezelfde hoeveelheid licht in een beperkter (gebundeld) gebied uitgestuurd wordt) kan het moeilijk, onmogelijk, onwenselijk, kostbaar of verre van triviaal zijn om de gehele lichtopbrengst van de bron (in lumen), of de bron zelf in candela) te verhogen. Zo hadden bijvoorbeeld xenonlampen – die om hun hoge opbrengst en frisse tint werden en nog worden gebruikt – in de vorige eeuw vaak maar een beperkte levensduur doordat ze opzettelijk boven de specificaties (spanning) voor normaal langdurig gebruik ingezet werden voor bijvoorbeeld filmprojectoren in bioscopen. De levensduur was dan vaak maar beperkt tot een orde van grootte van vijftig tot honderd uur. Daarnaast produceerden de lampen dan ook nog eens veel warmte; energie die verloren ging. (De xenonlampen van heden ten dage zoals toegepast voor auto's zijn overigens veel efficiënter en gaan bij nominaal gebruik juist veel langer mee en hebben al met al een relatief hoog rendement).
- Eveneens bij directe lichtbronnen kan de attentiewaarde worden verhoogd door toepassing van zwaai-, knipper- of flitslichten of alternerende kleuren.

Merk op dat met de 'felheid' van een actieve lichtbron niet per se hetzelfde wordt bedoeld als een felle kleur (zoals bij gereflecteerd licht).

## Gebruik
Zoals de naam al zegt is het doel van signaalkleuren om de aandacht te trekken, 'een signaal af te geven'; het gebruik van een signaalkleur is daarmee op zichzelf al informatie, een boodschap. Welke informatie wordt afgegeven, kan verschillen en hangt af van de context. Een aantal voorbeelden:

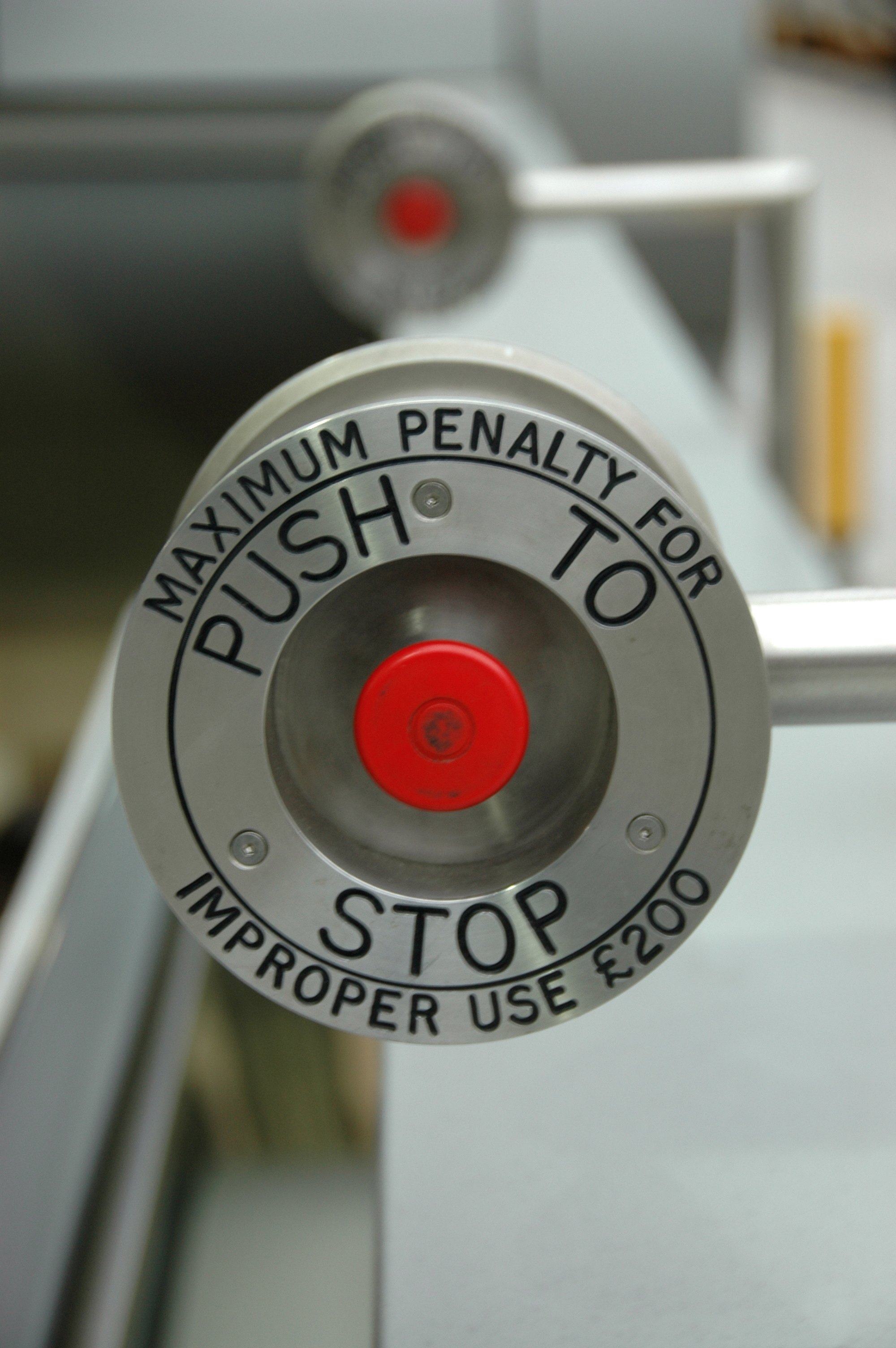
Een noodstop

- Rood: duiden van gevaar (bepaalde verkeersborden, opschriften, bijvoorbeeld bij machines en dergelijke).
- Rood: wegnemen van gevaar (noodrem, dodemansknoppen op machines, enzovoorts)
- Rood, geel: opvallen (bijvoorbeeld ambulances, brandweerwagens of andere hulpdiensten in het verkeer).
- (Fel)oranje: eveneens om op te vallen (bijvoorbeeld de kleding(stukken) van verkeersbrigadiers of -regelaars, of striping van hulpverleningsvoertuigen).

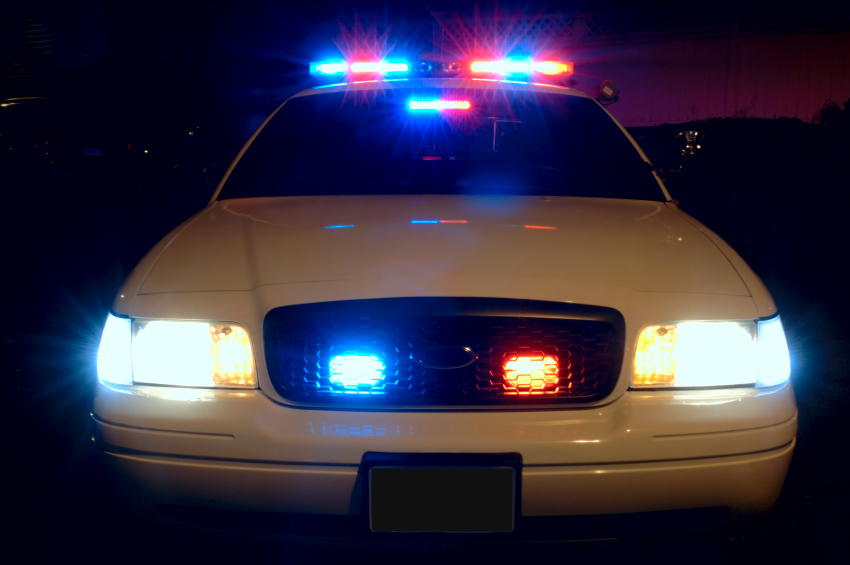
Zwaailichten in diverse kleuren

- Blauw (zwaai- of flitslicht): ook ten behoeve van opvallen (met name om aan te geven dat een voertuig in beweging is of actief is op een locatie waar gevaar is).
- Rood (zwaai- of flitslicht): om aan te geven dat ergens acuut en ernstig gevaar heerst (veel gebruikt in fabrieken of bij zware machines). In sommige landen zijn de voertuigen van hulpdiensten of politie uitgerust met een combinatie van zowel blauwe als rode zwaailichten.
- Oranje (zwaai- of flitslicht): dit attendeert op de aanwezigheid van (bewegende) objecten of mensen waar dit niet vanzelfsprekend is of waar die zich in een actieve staat bevinden (wegwerkers, maar ook bijvoorbeeld automatisch sluitende (lucht)sluisdeuren).

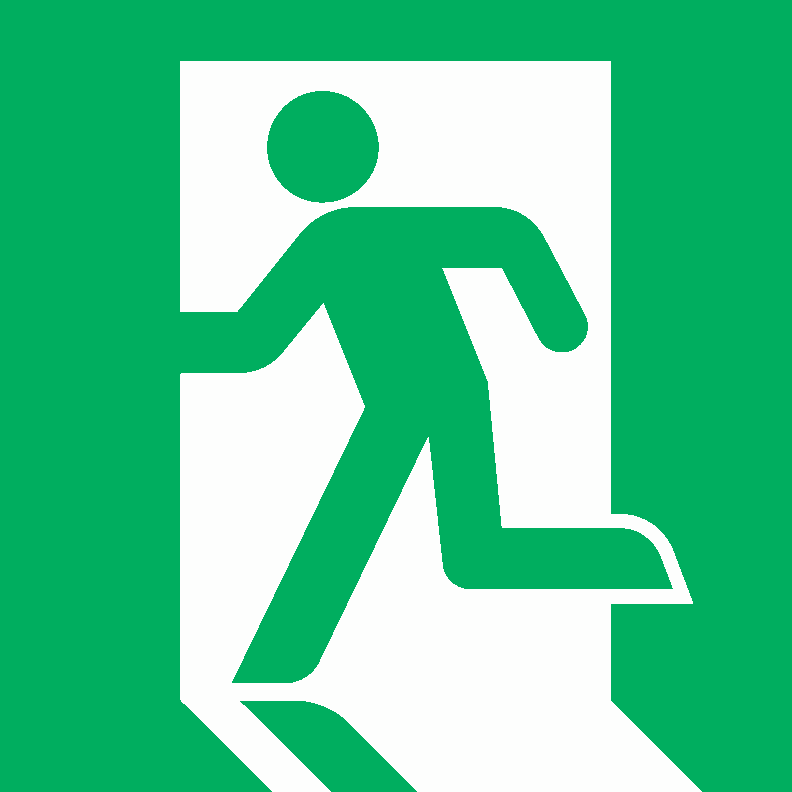
Nooduitgang-aanduiding

- Groen: juist om aan te geven dat er geen gevaar is (sein veilig) of om de weg naar veiligheid te duiden (nooduitgangborden).
- Groen zwaai- of flitslicht: bij ernstige ongevallen waar meerdere ambulances naartoe gestuurd worden, voert in Nederland de ambulance die als eerste ter plaatse is een groen zwaai- of flitslicht om zo aan te geven dat diens bemanning de coördinerende rol heeft.
- Wit: ook "wit licht" kan in bepaalde context signaleringswaarde hebben, denk bijvoorbeeld aan een vuurtoren, verkeerslichten voor trams, bussen en taxi's. Omdat wit licht feitelijk bestaat uit het volledige spectrum kan echter ook het standpunt worden ingenomen dat, omdat er geen discrete kleur – dat wil zeggen niet meer dan één kleur van één enkele golflengte – kan worden benoemd, er dus ook geen sprake kan zijn van een signaalkleur.
- Alle signaalkleuren kunnen worden aangewend om de aandacht op bepaalde functionaliteit(en) te vestigen en/of het gebruiksgemak te verhogen; bijvoorbeeld bij de bediening van alledaagse, allerhande machines en automaten (koffie-/snoep-/frisdrankautomaten, kopieerapparaten, vliegtuigen, enzovoort).